# Václav I. Těšínský
Václav I. Těšínský (1413/18 – 1474) byl těšínský a bytomský kníže pocházející z rodu slezských Piastovců.
Byl synem těšínského knížete Boleslava I. a jeho ženy Eufemie Mazovské. Po otcově smrti roku 1431 vládl v knížectví spolu s bratry, zpočátku do roku 1442 pod poručnickou vládou jejich matky Eufemie. Poté došlo k rozdělení knížectví na úděly. Po smrti dvou bratrů Vladislava a Boleslava si knížectví se zbývajícím bratrem Přemyslem přerozdělil. Václav obdržel Bytomsko a těšínskou část Hlohovska. V roce 1443 prodal Seveřské knížectví krakovskému biskupovi Zbyhněvovi Olešnickému za 6000 hřiven. Proti prodeji se postavili Boleskav V. Opolský a Mikuláš V. Krnovský, avšak zabránit mu nedokázali. Roku 1452 mu bylo z Těšínska vyděleno Bílsko, které držel až do své smrti roku 1474. Zemřel bezdětný.